# Cięcie (archeologia)
Cięcie – w archeologii tym terminem określa się jednostkę bezwarstwową (jama, dół posłupowy, studnia) niemającą żadnej miąższości.